# Stoetze
Stoetze ist eine Gemeinde in der Lüneburger Heide im Landkreis Uelzen in Niedersachsen. Sie gehört zur Samtgemeinde Rosche.

## Geografie

### Lage
Das Dorf Stoetze liegt am östlichen Rand der Lüneburger Heide, etwa 25 km nordöstlich von Uelzen am Rande der Göhrde und des Endmoränenhöhenzugs Drawehn.

### Ortsteile
Die Gemeinde Stoetze besteht aus den Ortschaften Hof Rohrstorf, Bankewitz, Boecke (bis 10. September 1936 Boicke), Groß Malchau, Stoetze (bis 10. September 1936 Stoitze), Nievelitz und Hohenzethen sowie den kleinen Orten Schlankau (bei Boecke), Zieritz und Törwe.

## Geschichte
Stoetze wurde unter dem Namen Stotensen im Jahre 1335 erstmals urkundlich erwähnt. Der Ortsname kommt aus dem Polabischen und bedeutet so viel wie „Ort am Staudicht“, also Wald.

### Mittelalter
Im Mittelalter hatten Familien des Lüneburger Landadels Besitzungen im Ort, darunter die von Bodendike und die von Grote-Schwerin. Sie verkauften das Dorf 1359 an Heinrich von Hodenberg. Im Zinsverzeichnis des Schlosses Bodenteich  von 1482/83 werden Pachtzahler an den Vogt Heinrich von Estorff erwähnt. Das Amtsregister des Hauses Bodenteich von 1569 listet vier Einwohner auf.

### 17. Jahrhundert
Der Ort war vom Dreißigjährigen Krieg betroffen. Infolge des dänischen Eingreifens in den Konflikt wurde Niedersachsen in den Jahren 1625 bis 1629 zum Schauplatz des Krieges. Obwohl das Fürstentum Lüneburg sich für neutral erklärt hatte, wurde das Territorium nicht geschont. Nach der Niederlage am 27. August 1626 bei Lutter am Barenberge des dänischen Königs Christian IV. zogen sich seine Truppen nach Norden zurück. Dabei raubten zurückweichende dänische Truppen auch den Einwohnern von Stoetze Vieh und Pferde.
Die herzogliche Kammer in Celle forderte im Herbst 1628 von allen Ortschaften ein Verzeichnis der Voll-, Halb- und Nothöfe an, um zu ermitteln, wer noch in der Lage war Steuern zu zahlen. In Stoetze gab es drei Vollhöfe und einen verarmten Hof.
Während des Dreißigjährigen Kriegs wurde Stoetze 1637 von kaiserlichen Truppen überfallen und geplündert. Ein betroffener Einwohner wandte sich im Februar 1638 an den Herzog Friedrich mit der Bitte, in Celle Almosen zum Wiederaufbau seines Hauses sammeln zu dürfen.

### 18. Jahrhundert
Im 18. Jahrhundert wurde auch von Stoetze aus das Vieh zur Mast in die nahegelegene Göhrde getrieben. Der „Voss-Berg“ war das für das Stoetzer Vieh ausgesuchte Weidegebiet.
Die Dorfschule im Ort wird das erste Mal in einem Bericht des Pfarrers in Himbergen für den Superintendenten in Ebstorf über die Schulen der Kirchengemeinde Himbergen vom 5. Februar 1713 erwähnt. Für die Jahre 1754, 1774, 1784 und 1786 sind Schulmeister überliefert.

### 19. Jahrhundert
Anfang des 19. Jahrhunderts wurde auch das Kurfürstentum Hannover, zu dem Stoetze gehörte, von französischen Truppen besetzt. Nach der Schaffung des napoleonischen Satellitenstaates Königreich Westphalen gehörte der Ort zum Departement der Aller.
Bei den sich anschließenden Befreiungskriegen gegen Napoléon Bonaparte kam es 1813 durch russische Truppen zu Plünderungen. 
Durch die Nähe zum ehemals königlichen, nach 1871 auch kaiserlichen Jagdrevier Göhrde kam es, dass Jugendliche aus Stoetze bei der Kaiserjagd 1871 dem deutschen Kaiser Wilhelm I. zum Frühstück patriotische Lieder vorsangen.
Im Jahre 1888 wurde eine Poststelle in Stoetze eingerichtet.

### 20. Jahrhundert

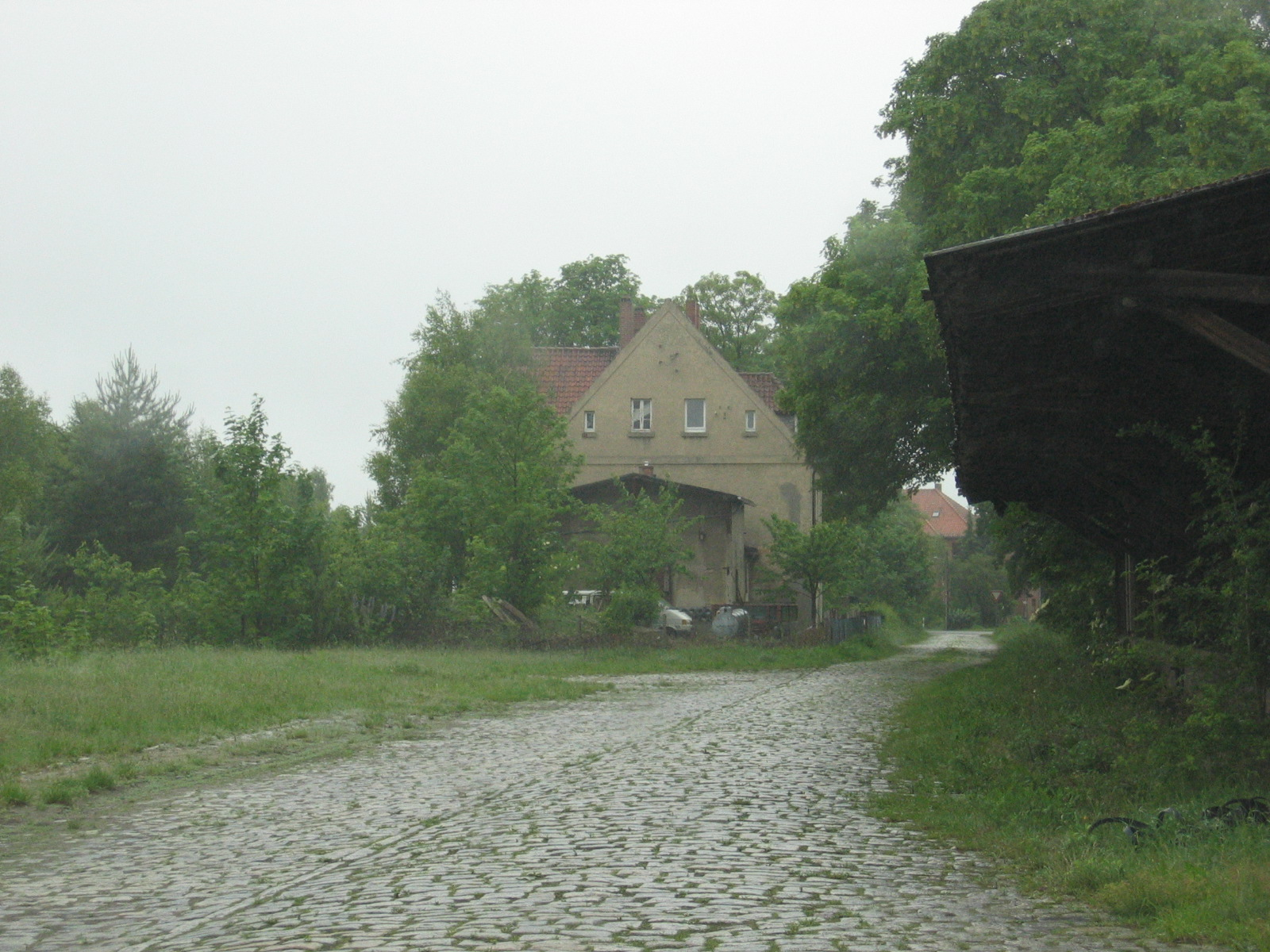
Bahnhof Stoetze, 2007

Die Planungen zum Anschluss des Ortes an das Eisenbahnnetz begannen 1910. Ihre Trassierung verlief parallel zur damaligen Reichsstrasse 191. Die Bahn durchquert das siedlungsarme Gebiet der Göhrde. Der Bau der Eisenbahnlinie Uelzen–Dannenberg begann 1913 und wurde durch den Ersten Weltkrieg unterbrochen. Erst in den wirtschaftlich besseren Zeiten der Weimarer Republik wurde der Bau fortgesetzt und führte nach deren Einweihung am 15. Oktober 1924 zur Entstehung eines eigenen Ortsteils um den Bahnhof und damit auch zu einer erheblichen Zunahme der Zahl der Bewohner.
Die Versorgungssituation der Einwohner wurde mit der Gründung einer Molkereigenossenschaft im Jahre 1925 und der Saatbau Ein- und Verkaufs-Genossenschaft Stoetze 1929 erheblich verbessert.
Alle vier im Ort vorhandenen Bauernhöfe, deren Flächenzahl die im Reichserbhofgesetz  genannte Grenze von 7,5 Hektar überstieg, wurden am 26. Juli 1934 in die Erbhöferolle für den Amtsgerichtsbezirk Medingen eintragen. In den Akten zur Erbhöferolle sind drei Fälle dokumentiert, bei denen die Übergabe des Hofes an den jeweiligen Hoferben bzw. Erbin ohne Beanstandung durch das zuständige Anerbengericht in Medingen genehmigt wurde.
Im Zweiten Weltkrieg wurden polnische Kriegsgefangene aus dem Kriegsgefangenenlager (Stalag) Fallingbostel in der Landwirtschaft eingesetzt.
An der damaligen Reichsstrasse 191 vor dem 3 km östlich von Stoetze liegenden Dorf Hohenzethen leisteten deutsche Einheiten am 20. April 1945 gegen die Richtung Elbe vorrückende 17. Brigade der 5. britischen Infanteriedivision noch Widerstand. Auch in Stoetze wurde an diesem Tag am Putbarg von vereinzelten deutschen Soldaten gegen britischen Truppen gekämpft, bei denen neun deutsche Soldaten fielen. Sie sind auf dem Friedhof bei Stoetze begraben.
Das Dorf blieb von unmittelbaren Kriegsschäden verschont. Auswirkungen des Krieges war die Aufnahme von Flüchtlingen und Evakuierten aus Ost- und Westpreußen, Pommern und Posen in den letzten Monaten des Jahres 1944. Nach dem Krieg stieg im Sommer 1945 die Zahl der Flüchtlinge, so dass sich die Einwohnerzahl des Ortes verdoppelte. Im Jahre 1939 gab es 122 Einwohner im Dorf, während es 260 im Jahr 1946 waren, wovon nur 98 Alteingesessene waren. Die Abwanderung der Flüchtlinge erfolgte in den folgenden Jahren, da beispielsweise im Ruhrgebiet Arbeitskräfte benötigt wurden. Im Jahre 1949 waren von 284 Einwohnern Stoetzes 180 sogenannte Neubürger, also Flüchtlinge, bzw. Heimatvertriebene.
Ende des 20. Jahrhunderts war Stoetze indirekt von Castor-Transporten nach Gorleben betroffen. 1985, 1996 und 1997 kam es zu Demonstrationen von Atomkraftgegnern im Raum Stoetze, da die Bahnstrecke als Transportweg der Atommüllbehälter von Uelzen nach Dannenberg diente. In Stoetze kam es bei diesen Demonstrationen nicht zu gewalttätigen Zwischenfällen.

### Eingemeindungen
Am 1. Juli 1972 wurden die Gemeinden Bankewitz, Boecke, Groß Malchau und Hohenzethen eingegliedert.

## Politik

### Rat
Der Rat  der Gemeinde Stoetze setzt sich aus neun Ratsfrauen und Ratsherren zusammen.
| Wahljahr | CDU        | Grüne      | SPD        | Gesamt  |
| 2021     | 7          | 2          | -          | 9 Sitze |
| 2016     | 6          | 2          | 1          | 9 Sitze |
| 2011     | 5 (51,7 %) | 2 (28,7 %) | 2 (19,6 %) | 9 Sitze |

Letzte Kommunalwahl am 12. September 2021

### Bürgermeister/Verwaltung
Zum ehrenamtlicher Bürgermeister wurde im November 2016 Jürgen Klinge (CDU) gewählt. Sein Vorgänger Heinz Schulze (CDU) hatte das Amt 13 Jahre bekleidet. Zum Gemeindedirektor hat der Rat den allgemeinen Vertreter des Samtgemeindebürgermeisters Rolf Musik ernannt.

### Wappen
Das Wappen zeigt in Gold eine rote eingebogene Spitze mit fünf goldenen Ähren aus dem Schildfuß wachsend, links ein schwarzes Mühleisen, rechts eine rechtsweisende schwarze Hirschgeweihstange mit sechs Enden.

## Verkehr
Stoetze liegt an der mittlerweile stillgelegten Bahnstrecke Uelzen–Dannenberg.